# Гінандроморфізм
Гінандроморфізм (від грец. gyne  — жінка, aner — чоловік та morphe —.вид)  — аномалія розвитку організму, при якому в одному тілі великі ділянки мають генотип й ознаки обох статей.
Є наслідком наявності в чоловічих і жіночих клітинах організму низки статевих хромосом із різною кількістю останніх, як наприклад у багатьох комах або у риб. Гінандроморфізм відбувається як результат помилкового розподілення статевих хромосом в клітинах у процесі пошкодженого дозрівання яйцеклітини, її запліднення або ділення.
Особи, гінандроморфи, найяскравіше зображені в образі комах з чіткими ознаками статевого диморфізму, при цьому морфологічно виокремлюють наступні типи гінандроморфів:
- білатеральні, в яких одна половина тіла має ознаки чоловічої статі, інша — жіночої;
- передньо-задні, у яких передня частина тіла має ознаки однієї статі, а задня — іншої;
- мозаїчні, у яких розмежовуються ділянки тіла, що мають ознаки різних статей.

У хребетних тварин і в людини внаслідок дії статевих гормонів подібні явища призводять до статевих аномалій, при якому розподілення на сектори чоловічих і жіночих тканин зазвичай проявляє себе не так різко.
При інтерсексуальності спостерігається складніша диференціація жіночих і чоловічих ознак.

## Джерело
- Гінандроморфізм